# Vészhelyzet (5. évad)
Ez az oldal tartalmazza a Vészhelyzet tévésorozat 5. évadja epizódjainak listáját. Ezenfelül megtalálható a vetítés első időpontja az amerikai NBC csatornán.
| Epizód | Évad | Premier              | Tartalom |
| ------ | ---- | -------------------- | --- |
| 92     | 5x1  | 1998. szeptember 24. | (Day for Knight / Lucy első napja): Lucy Knight, mint harmadéves medika jelentkezik a Sürgősségi Osztálynál. |
| 93     | 5x2  | 1998. október 1.     | (Split Second / A másodperc törtrésze alatt): Benton fiának hallásvizsgálata kideríti, hogy a gyerek halláskárosult. Elizabeth Cordayt meglátogatja az apja és állást ajánl neki saját maga mellett, de a doktornő visszautasítja. Egyre több drogfüggő jelentkezik Doug Rossnál, hogy rajtuk is végezze el az extra gyors leszoktatást.                                                                       |
| 94     | 5x3  | 1998. október 8.     | (They Treat Horses, Don't They? / A lovakat kezelik, ugye?): Kerry egyre inkább ideges, mert Anspaugh azt sugallja, hogy nem ő lesz a Sürgősségi Osztály vezetője. Jeanie vakációról tér vissza. A sürgősségire egy lőtt sérültet hoznak, aki bombát erősített magára. Markot lánya rábeszéli, hogy kezeljen egy lovat bélgörccsel.                                                                            |
| 95     | 5x4  | 1998. október 15.    | (Vanishing Act / A kóbor halott): Dr. Corday megkezdi első napját a kórházban bentlakó orvosként. Kerry állásinterjún vesz részt a sürgősségi vezetői posztjáért. Carol rájön, lehet, hogy terhes. Carol és Lynette megpróbálnak visszatartani egy sérült bandatagot attól, hogy elhagyja a kórházat és bosszút álljon a támadóin.                                                                             |
| 96     | 5x5  | 1998. október 29.    | (Masquerade / Maskarában): Halloween éjszakája a csapatot allergiás vagy ellenkező esetben munkájukban akadályozó gyerekekkel árasztja el. Romano egy 11 éves lányt operál, akiről kiderül, hogy genetikailag fiú. |
| 97     | 5x6  | 1998. november 5.    | (Stuck on You / A ragacs): Miután Mark megment egy 16 éves megtámadott áldozatot egy merész kimentésben, megpróbálja meggyőzni a fiút, hogy hagyja el az utcát egy védett helyért. |
| 98     | 5x7  | 1998. november 12.   | (Hazed and Confused / A végkimerülés határán): Dr. Corday egy 36 órás műszak végén halálos kimenetelű hibát követ el. Látogatóba érkezik az osztály egyik lehetséges új vezetője, Dr. Amanda Lee. Carter és Lucy összevesznek, miután Carter véletlenül Lucy gépét használja és megtudja belőle, mit gondol róla valójában.                                                                                    |
| 99     | 5x8  | 1998. november 19.   | (The Good Fight / A harcot megharcoltam): Egy autóbalesetet követően egy kislányt és az édesapját szállítják be a sürgősségire. Az apa váratlanul eltűnik, pedig ő lenne az egyetlen lehetséges donor, mivel a kislány nagyon ritka vércsoporttal rendelkezik. Benton arra kényszerül, hogy vér nélkül kezdjen bele az operációba, Carter és Lucy pedig az egész várost felkutatják, hogy megtalálják az apát. |
| 100    | 5x9  | 1998. november 19.   | (Good Luck, Ruth Johnson / Sok szerencsét, Ruth Johnson!): Carter körbevezeti az osztályon Ruth Johnsont, aki 100 évvel ezelőtt született ugyanitt a kórházban. Carol egy fiút lát el, akit korábban elütött egy autó. A fiú elmondja neki, hogy üldözték őket, a barátját pedig lelőtték menekülés közben. Mark az új osztályvezetővel, Dr. Leevel ebédel. Dr. Corday úgy dönt, szakít Bentonnal.             |
| 101    | 5x10 | 1998. december 17.   | (The Miracle Worker / A csodatévő): Benton megpróbál elszabadulni Carlához és Reese-hez Karácsony estéjén, de Romano folyamatosan megakadályozza ebben. Carter hiszi, hogy egy karácsonyi csoda történt, mikor egy tinédzser lánynak, egy ritka vértípussal szüksége van egy szerv donorra és ugyanabban az időben egy agyhalott páciens, ugyanazzal a vértípussal fekszik a kórházban.                        |
| 102    | 5x11 | 1999. január 7.      | (Nobody Doesn't Like Amanda Lee / Meglepő fordulat): Carter megpróbálja megmenteni Lucyt Edson nyomulásaitól. Peter kezeli Dr. Park unokáját, aki tolmácsol a süket anyjának és nagymamájának. |
| 103    | 5x12 | 1999. január 21.     | (Double Blind / Kettős vakpróba): Doyle szexuális zaklatással vádolja Romanót, remélve, Dr. Corday támogatni fogja. Lucy elkezdi a sebészetet Benton felügyelete alatt. |
| 104    | 5x13 | 1999. február 4.     | (Choosing Joi / Irgalmas halál): Ricky Abott visszatér az osztályra. Doug meghamisít néhány papírt, hogy engedélyezzék Joinak Ricky otthoni kezelését. Corday úgy dönt, kilép Romano zaklatási ügyéből, miután Romano megfenyegeti, hogy nyilvánosságra hozza Bentonnal való kapcsolatát. Greene egy nigériai férfit kezel, aki hátfájásra és impotenciára panaszkodik.                                        |
| 105    | 5x14 | 1999. február 11.    | (The Storm: Part 1 / Egy viharos nap 1.): Dr. Ross megmutatja Joinak, hogyan adhat be Rickynek halálos adag dilautint anélkül, hogy a rendszer észrevenné. Ricky Abbott halála után Doug ellen akár bűnügyi eljárás is indulhat. Carter és Lucy kölcsönösen vonzódnak egymáshoz. Benton egy jelbeszéd-oktatóval tanul.                                                                                         |
| 106    | 5x15 | 1999. február 18.    | (The Storm: Part 2 / Egy viharos nap 2.): Greene segít a rohammentősöknek egy iskolabusz balesete után ellátni a megsérült gyerekeket. Útközben, Doug és Jeanie túléli saját balesetüket. Doug úgy dönt felmond és elhagyja Chicagót Northwestért és arra kéri Carolt, menjen vele. |
| 107    | 5x16 | 1999. február 25.    | (Middle of Nowhere / Külön utakon): Peter elfogad egy kéthetes megbízatást Minnesotában Romano javaslatára, hogy keressen némi pluszpénzt. Sajnos, mielőtt elindulna átirányítják egy isten háta mögötti településre, Mississippibe. |
| 108    | 5x17 | 1999. március 25.    | (Sticks and Stones / Egy mozgalmas ügyelet): Carter egy helyszínről menekülve arra kényszerül, hogy vezesse a rohammentőt. Azonban elgázol egy fiatal fiút. Később egy másik rohammentőre rátámad a dühöngő tömeg, a baleset felelősét keresve. Carol rájön, hogy terhes. |
| 109    | 5x18 | 1999. április 8.     | (Point of Origin / A múlt árnyai): Greene megpróbál segíteni Mobalage-nek, amikor őt deportálni akarják. Hathaway úgy dönt, hogy megtartja Doug gyerekét. |
| 110    | 5x19 | 1999. április 29.    | (Rites of Spring / Tavaszi zsongás): Romano arra kényszeríti Bentont, hogy válasszon a trauma és a szívsebészeti állás között. Carol attól fél, elveszítette a gyermekét. Jeanie rátalál a hitre, miközben egy papot kezel. Lucy egy túlgyógyszerezett nevelt gyereket lát el. |
| 111    | 5x20 | 1999. május 6.       | (Power / Áramszünet): A kórházban az áramkimaradás miatt nagy a felfordulás. Carol úgy dönt, faxban tudatja Douggal, hogy terhes, azonban az áramszünet miatt meghiúsul a terve. Mindenkit riasztanak, miután egy megerőszakolt és összevert nőt találnak a kórház folyosóján. |
| 112    | 5x21 | 1999. május 13.      | (Responsible Parties / Felelősségvállalás): A sürgősségi orvosai három fiatalt kezelnek, akiket baleset ért miközben a felsős iskolai bálra tartottak. Greene és Carter látja el a legsúlyosabb sérültet, egy fiút, aki harmadfokú égési sérüléseket szenvedett teste 80%-án. Benton a sürgősségi trauma részleg tagja lesz.                                                                                   |
| 113    | 5x22 | 1999. május 20.      | (Getting to Know You / Elmélyülő kapcsolatok): Carol terhessége közismert dologgá válik, ahogy megtudja, hogy ikrei lesznek. Peter megtudja, hogy Carla azt tervezi, hogy elköltözik Németországba. Kerry talál egy elhagyott kisgyereket és elviszi a kórházba. Jeanie és Reggie megint közel kerülnek egymáshoz.                                                                                             |